# Латушки (Минская область)
Лату́шки (бел. Лату́шкі) — нежилая деревня в составе Боровского сельсовета Дзержинского района Минской области Беларуси. Деревня расположена в 9 километрах от Дзержинска, 53 километрах от Минска и 11 километрах от железнодорожной станции Койданово.

## История
Известна в Великом княжестве Литовском с конца XVI века. В 1588 году село, 13 дымов, владение Радзивиллов. После второго раздела Речи Посполитой (1793 год) в составе Российской империи. В 1800 году — 2 двора, 11 жителей, в Минском уезде, владение Радзивиллов.
Во 2-й половине XIX—начале XX века принадлежала  помещику М. Костровицкому, деревня находилась в составе имения Грицковщина. В 1858 году проживал 15 душ мужского пола, в составе Койдановской волости Минского уезда Минской губернии. В 1897 году, по данным первой всероссийской переписи в Латушках — 14 дворов, 82 жителя. В 1917 году насчитывается 14 хозяйств, проживают 89 жителей.
С 20 августа 1924 года в составе Старинковского сельсовета Койдановского района (с 29 июня 1932 года — Дзержинского) Минского округа, с 23 марта 1932 года в Новосёлковского сельсовета, с 20 февраля 1938 года — в составе Минской области, с 31 июля 1937 года по 4 февраля 1939 года в составе Минского района. В годы коллективизации был создан колхоз. В 1926 году, по данным первой всесоюзной переписи, в деревне насчитывались 17 дворов, проживали 94 жителя. Во время коллективизации организован колхоз «Красный партизан». 
Во время Великой Отечественной войны с 28 июня 1941 года по 6 июля 1944 года Костевичи были оккупированы немецко-фашистскими захватчиками, на фронте погибли 2 жителя. С 16 июля 1954 года деревня передана из состава упразднённого Новосёлковского сельсовета в состав Боровского сельсовета. В 1960 году — 31 житель, входила в колхоз им. Горького. В 1991 году — 4 хозяйства, 7 жителей. По состоянию на 2009 год в составе ОАО «Боровое-2003».

## Население
| Численность населения (по годам) | Численность населения (по годам) | Численность населения (по годам) | Численность населения (по годам) | Численность населения (по годам) | Численность населения (по годам) | Численность населения (по годам) | Численность населения (по годам) | Численность населения (по годам) |
| 1800                             | 1897                             | 1909                             | 1917                             | 1926                             | 1960                             | 1991                             | 1999                             |                                  |
| -------------------------------- | -------------------------------- | -------------------------------- | -------------------------------- | -------------------------------- | -------------------------------- | -------------------------------- | -------------------------------- | -------------------------------- |
| 11                               | ↗ 82                             | ↗ 91                             | ↘ 89                             | ↗ 94                             | ↘ 31                             | ↘ 7                              | ↘ 3                              |                                  |
| 2010                             | 2017                             | 2018                             | 2020                             | 2022                             |                                  |                                  |                                  |                                  |
| ↘ 2                              | ↘ 0                              | → 0                              | → 0                              | → 0                              |                                  |                                  |                                  |                                  |